# Stefan Błaszczyński
Stefan Błaszczyński (ur. 24 lipca 1960) – polski flecista, członek zespołu Brathanki i kabaretu Loch Camelot. Założyciel i dyrektor Piwnicy św. Norberta w Krakowie.

## Dyskografia
- 1993: Stare Dobre Małżeństwo Niebieska tancbuda
- 1994: Grzegorz Turnau Naprawdę nie dzieje się nic
- 1996: Stare Dobre Małżeństwo Latawce pogodnych dni
- 2000: Brathanki Ano!
- 2001: Brathanki Patataj
- 2003: Brathanki Galoop
- 2009: Marek Grechuta Dni, których nie znamy. Część 1